# Silma López
Silma López (Madrid, 3 de julio de 1991) es una actriz española de cine y televisión. Es conocida por interpretar a Lola en la serie de Netflix Valeria.

## Biografía
Su primer papel como actriz fue de la mano de Disney Channel en el año 2008, donde interpretó a Susi en Cosas de la vida. Ese mismo año participó en la película 8 citas de Rodrigo Sorogoyen y Peris Romano. En los siguientes años ha participado en otras películas como El último fin de semana, Cuento de verano y ¿Qué te juegas?.
A mediados de 2019 se anunció su fichaje como una de las protagonistas de la serie de Netflix, Valeria, donde interpreta a Lola.

## Filmografía

### Cine
| Año  | Título                                 | Rol           | Director                         |
| ---- | -------------------------------------- | ------------- | -------------------------------- |
| 2008 | 8 citas                                | Claudia       | Rodrigo Sorogoyen y Peris Romano |
| 2011 | El último fin de semana                | Leo           | Norberto Ramos del Val           |
| 2012 | Buenas noches, dijo la Señorita Pájaro | Camarera      | César del Álamo                  |
| 2013 | Lejos del mundo                        | Maite Salgado | Gerardo Herrero                  |
| 2015 | Cuento de verano                       | Lea           | Carlos Dorrego                   |
| 2019 | ¿Qué te juegas?                        | Teniente      | Inés de León                     |
| 2022 | 13 exorcismos                          | Lola          | Jacobo Martínez                  |
| 2024 | yo no soy esa                          | Bárbara       |                                  |

### Televisión
| Año           | Título                                | Rol               | Canal                  | Notas                          |
| ------------- | ------------------------------------- | ----------------- | ---------------------- | ------------------------------ |
| 2008 - 2010   | Cosas de la vida                      | Susi              | Disney Channel         | Elenco principal; 40 episodios |
| 2016          | Private Sales                         | Michelle / Jessie | Prime Video            | Elenco secundario; 2 episodios |
| 2016          | Centro médico                         | Paciente          | La 1                   | 1 episodio                     |
| 2020          | #Luimelia                             | Carla             | Atresplayer            | 1 episodio                     |
| 2020 - 2025   | Valeria                               | Lola              | Netflix                | Elenco principal; 30 episodios |
| 2024          | Atasco                                | Madre del bebé    | Prime Video            | Elenco secundario; 2 episodios |
| 2024          | Beguinas                              | Juana Aranda      | Atresplayer / Antena 3 | Elenco principal; 10 episodios |
| 2025-presente | Física o química: La nueva generación | Marta Romero      | Atresplayer            | Elenco principal; ¿? episodios |